# ديفيد روبرتس (أستاذ جامعي)
ديفيد روبرتس (بالإنجليزية: David Roberts)‏ هو أستاذ مدرسة ومدرس أسترالي، ولد في 2 ديسمبر 1937.